# L'esagerata morte di Ultra Boy
L'Esagerata Morte di Ultra Boy è un arco narrativo a fumetti pubblicato dalla DC Comics nella testata Legione dei Super Eroi (vol. 2) nn. 273-275 e nn. 277-282 (marzo-dicembre 1981). Fu scritto da Gerry Conway, Roy Thomas e Paul Levitz, con illustrazioni di Jimmy Janes e Steve Ditko. Descrive la lunga odissea di Ultra Boy, che si presunse incorrettamente ucciso in battaglia.
Al termine della storia, il membro ritirato Superboy ritornerà nei ranghi della Legione dei Super-Eroi, e ciò che riguarda Reflecto - menzionato per la prima volta nella storia "Adult Legion" come membro futuri destinato a morire - verrà finalmente risolto.

## Trama

### Ultra Boy: Pirata
La nuova Presidentessa della Terra appena eletta Ida Allon (madre di Colossal Boy) domandò lo scioglimento della Legione dei Super-Eroi, dato che la legge della Legione proibiva l'omicidio ai suoi membri, mentre Brainiac 5 sembrava aver infranto questa regola uccidendo An Ryd, nativo di Rimbor durante un periodo di instabilità mentale. Per evitare di trascinare la squadra in un pantano politico, Brainiac 5 diede le dimissioni dal gruppo. Convinto che il suo compagno di squadra fosse stato incastrato, Chameleon Boy viaggiò fino su Rimbor per investigare, insieme a Star Boy, Phantom Girl e Ultra Boy. Insieme raccolsero tante prove da scagionare Querl, ma furono attaccati da Pulsar Stargrave, l'energia stellare in un corpo androide, che in realtà era un nemico di Superman del XX secolo, cioè il Brainiac originale. Stargrave colpì Ultra Boy con un colpo nova, apparentemente disintegrandolo. Brainiac 5 viaggiò fino alla luna di Rimbor dove sconfisse Stargrave, che una volta si mascherò da suo padre.
Credendo che Ultra Boy fosse morto, i Legionari tennero un funerale simbolico ed eressero una sua statua nella Sala degli Eroi. In realtà, Ultra Boy, ora reso incosciente, viaggiò anni-luce attraverso lo spazio finché non fu ritrovato dai pirati della nave Antares. Quando riprese coscienza, non aveva idea della propria identità. Il leader dei pirati, la Capitana Frake, lo arruolò nella sua ciurma quando lo vide utilizzare i suoi poteri. Poco dopo la Legione rispose ad una chiamata di aiuto della Polizia Scientifica e attaccò i pirati in orbita intorno a Plutone. Nonostante il potere superiore dell'incrociatore della Legione, la Antares riuscì a fuggire, in gran parte grazie alla partecipazione di Ultra Boy. Frake tentò di sedurlo, ma i suoi ricordi nebbiosi riguardo alla sua relazione con Phantom Girl prevenne che accadesse. Gradualmente, gli istinti eroici naturali del Legionario si risvegliarono, soprattutto quando si ribellò ai pirati nel momento in cui la Legione rilocalizzò la nave e la distrusse. Quando Frake tentò di utilizzare una massiccia dose di armi radioattive per distruggere l'incrociatore nemico, Ultra Boy saltò di fronte al colpo. Il colpo rimbalzò, distruggendo i pirati e il loro covo. Ultra Boy scomparve. Saturn Girl, che avvertì precedentemente i suoi pensieri dopo la sua morte apparente, cominciò a pensare che la sua mente le stava giocando qualche scherzo.

### Mirare: Reflecto
Mentre aiutava a salvare il carico di un overcraft che stava per affondare nell'Oceano Pacifico, la gamba di Phantom Girl rimase impigliata in un folto gruppo di alghe che quasi la fecero affogare. Fu salvata da un potente metaumano di nome Reflecto, che le somministrò la respirazione bocca a bocca e la portò di corsa al quartier generale della Legione. Poco dopo, Grimbor l'Incatenatore eresse una nuova rete di catene fatta di raggi energetici intorno alla Terra. Con navi mercantili spaziali incapaci di attraversare le catene, Grimbor domandò che il Consiglio della Terra Unita gli desse la Legione entro ventiquattro ore. Nello spazio, i Legionari riuscirono a distruggere le catene energetiche, ma Saturn Girl riuscì a rintracciare Grimbor nella sua fortezza al Polo Nord.
Reflecto seguì un gruppo di Legionari, in cui c'era anche Phantom Girl, mostrando una preoccupazione genuina per la sua salute. Mostrò di possedere superforza, invulnerabilità, super velocità e poteri visivi, rendendolo molto simile a Bouncing Boy e Duo Damsel. Poi, dato che le catene cominciarono a contrarsi e comprimere l'atmosfera terrestre, i Legionari attaccarono la fortezza di Grimbor. Preparatosi in anticipo, Grimbor riuscì ad eliminare ogni attacco di ogni singolo Legionario, che incolpava della morte della sua amata Charma, che fu uccisa dalle sue compagne in carcere. Utilizzando l'Augmatron, un dispositivo creato in segreto da lei, la Principessa Projectra determinò che il satellite principale del Consigli Terrestre era la chiave del campo energetico. Karate Kid distrusse il satellite, dissipando così la fitta rete di catene. Nel frattempo, Grimbor giunse alla conclusione che Reflecto fosse Ultra Boy mascherato, e mentre questo usava la sua superforza, Grimbor gli sparò contro con una potente arma energetica che Reflecto respinse utilizzando la sua invulnerabilità. Mentre l'eroe utilizzava due super poteri insieme, Grimbor capì che non poteva essere Ultra Boy. Reflecto mise Grimbor al tappeto, per poi crollare lui stesso. Appena i suoi alleati giunsero, Phantom Girl scoprì che Reflecto indossava una maschera, insieme ad una seconda uniforme sotto il suo costume. I Legionari rimasero scioccati che Reflecto era in realtà il loro compagno del XX secolo, Superboy.

### Il Ritorno di Superboy
Superboy si risvegliò, e la personalità e i ricordi coscienti di Ultra Boy invasero la sua mente e i suoi ricordi incoscienti. Sconcertato dalla comparsa del Ragazzo d'Acciaio nel XXX secolo, in particolare nella luce del comando ipnotico di Saturn Girl che gli ordinò di rimanere nel passato, il capo della squadra Lightning Lad prese con sé sei Legionari: Phantom Girl, Karate Kid, Dawnstar, Saturn Girl, Blok e lo stesso Superboy e si diresse verso la Smallville del XX secolo. La Bolla Temporale si materializzò come una bomba nucleare in detonazione. Superboy incanalò le radiazioni innocuamente nello spazio, ma fu inaspettatamente attaccato dai militari degli Stati Uniti, che affermarono che rubò e detonò la bomba. I Legionari fuggirono, cercando rifugio alla casa dei Kent. Decisero così di ritornare subito al XXX secolo, ma la Bolla Temporale cominciò a vibrare violentemente fino a infrangersi. All'improvviso, Time Tapper si rivelò, affermando che stava prendendo vantaggio sul corrente dilemma dei Legionari e di intrappolarli tutti nel passato.
Con la Cortina di Ferro del Tempo di Time Trapper fissa nello spazio, Superboy, Lightning Lad, Phantom Girl, Karate Kid e Saturn Girl si avventurarono per Smallville in incognito. Furono però prontamente riconosciuti da Lana Lang, membro onorario della Legione quando fu Insect Queen. Al fine di proteggere l'identità segreta di Superboy, rifiutarono di rispondere alla maggior parte delle sue domande. Presto, un nuovo Molecule Master attaccò la squadra a cui si unirono anche Blok e Dawnstar. Dopo aver confermato che fu creato da Time Trapper, si batté contro i Legionari finché non venne sopraffatto ed implose. Con i militari che vedevano ancora Superboy e la Legione come una minaccia, Phantom Girl portò Superboy, Dawnstar e sé stessa sul suo pianeta natale, Bgztl, che si trovava in una dimensione parallela nelle stesse coordinate spazio-tempo della Terra. Gli altri Legionari, invece, furono catturati dai militari.
L'implosione di Molecule Master riportò Superboy alla normalità, e mentre Phantom Girl riportava i suoi compagni sulla Terra, Dawnstar avvertì una presenza familiare. Utilizzando i suoi poteri di rintracciamento, riuscì a localizzare Ultra Boy - vivo ma immobilizzato da una strana aura. L'eroe spiegò che il colpo energetico di Pulsar Stargrave lo lanciò indietro nel tempo, in uno stato spettrale. Viaggiando fino alla Smallville del XX secolo, tentò di farsi aiutare da Superboy, ma che involontariamente super-impose i suoi ricordi su quelle del Ragazzo d'Acciaio. Tentò di utilizzare il test di una bomba-A per liberarsi, ma riuscì solo ad ingrovigliare di più i suoi ricordi. Cercando di ritornare alla sua epoca, il comando ipno-patico di Saturn Girl a Superboy si affermò, costringendolo inconsciamente a creare l'identità di Reflecto.
Utilizzando una roccia radioattiva lì vicino, Superboy liberò Ultra Boy. Nel frattempo, Lana utilizzò il suo Bio-Anello per diventare Insect Queen e tentò di liberare i Legionari prigionieri. Mentre i militari stavano per sconfiggerla, giunse il gruppo di Superboy a salvare lei e i prigionieri. Gli eroi viaggiarono fino a Bgztl, da cui Superboy e Ultra Boy riuscirono a bypassare la Cortina di Ferro del Tempo di Time Trapper e fare ritornare il gruppo nella loro epoca. Attaccarono Time Trapper nella sua Cittadella e lo sconfissero - per quella volta. Saturn Girl cancellò mentalmente dai ricordi di Superboy ciò che sapeva riguardante la morte dei suoi genitori, e lo fece tornare alla sua epoca, dove spiegò l'accaduto al Presidente degli Stati Uniti e ottenne il perdono. La Legione convertì la statua di Ultra Boy in una statua di Reflecto, rendendo Ultra Boy l'unico Legionario vivente sancito nella sala degli eroi caduti. Emozionato dal riunirsi con i suoi compagni, lui e Phantom Girl decisero di prendersi qualche giorno per loro.